# جيم ميتشيل (لاعب كرة قدم أمريكية)
جيم ميتشيل (بالإنجليزية: Jim Mitchell)‏ هو لاعب كرة قدم أمريكية أمريكي، ولد في 19 أكتوبر 1947 في شيلبيفيل في الولايات المتحدة، وتوفي في 20 أكتوبر 2007 بسبب نوبة قلبية.

## وصلات خارجية
- جيم ميتشيل (لاعب كرة قدم أمريكية) على موقع مرجع كرة القدم المحترفة.كوم (الإنجليزية)